# Écriture : Mémoires d'un métier
Écriture : Mémoires d'un métier (titre original : On Writing: A Memoir of the Craft) est à la fois un essai et une autobiographie de Stephen King publié en 2000. La première et la troisième parties du livre sont autobiographiques, l'auteur y traitant de ses premières tentatives d'écriture, de ses succès et des problèmes personnels qu'il a connus. La deuxième partie est, quant à elle, remplie de conseils pratiques sur l'art d'écrire et de construire une histoire. Ce livre a obtenu le prix Locus et le prix Bram Stoker dans la catégorie des livres non-fictifs.

## Présentation
La première partie, « CV », est une autobiographie de King, depuis sa naissance jusqu'à la publication de son premier roman, Carrie, en 1974, où il insiste plus particulièrement sur les événements qui ont fait de lui ce qu'il est, un écrivain à succès. King y détaille ses nombreux souvenirs d'enfance (parmi lesquels on retrouve ainsi des éléments qu'il a plus tard replacés dans certains de ses livres), ses débuts littéraires au journal du lycée, ses études à l'université du Maine, son mariage et sa vie de famille, et les problèmes qu'il a connus avec la drogue et l'alcool.  
La deuxième partie, « Boîte à outils », renferme des conseils en tous genres, tirés de sa propre expérience, sur l'écriture, le langage et la technique. Il conseille ainsi de travailler d'abord son vocabulaire et sa grammaire et donne des exemples de ce qu'il faut éviter de faire sur le plan du style grammatical. Il aborde les façons de développer la trame de l'histoire et les personnages, comment changer de rythme et surtout ce qui est pour lui la base pour devenir un bon écrivain : s'entraîner quotidiennement, en écrivant mais aussi en lisant beaucoup. 
La troisième partie, « De la vie, un post-scriptum » raconte l'accident qui a failli lui coûter la vie le 19 juin 1999 quand il s'est fait renverser par une voiture et alors même qu'il était en train d'écrire ce livre, sa longue et pénible rééducation, son combat pour écrire à nouveau malgré la douleur et sa vie au moment où il écrit.

## Accueil et distinctions
Le livre est resté seize semaines sur la New York Times Best Seller list des œuvres non-fictives, avec un meilleur classement à la deuxième place, y apparaissant le 22 octobre 2000. Le Publishers Weekly le classe à la quatorzième place des meilleures ventes de livres non-fictifs aux États-Unis en 2000.
Il a globalement reçu de très bonnes critiques. Pour Janet Maslin, du New York Times, la troisième partie du livre, où King se livre avec « une intimité et une dignité inattendues » le rend encore plus fort et éloquent qu'il ne l'était. Catherine Argand, de la revue Lire, livre en commentaire, « Baguenaudant du plus intime au plus professoral et du plus pratique au plus idéaliste, il raconte ses souvenirs, explique sa méthode, donne des conseils et défend la littérature populaire de qualité avec une savoureuse énergie ». François Rivière, de Libération, voit dans cet « exercice forcément sincère l'une des approches les plus authentiques du travail forcené du romancier moderne ». Et le célèbre critique de cinéma Roger Ebert a noté dans sa revue de Fenêtre secrète, « Beaucoup de gens ont été outragés qu'il [King] ait été honoré par le National Book Award, comme si un écrivain populaire ne pouvait pas être pris au sérieux. Mais après avoir trouvé que son livre, Écriture : Mémoires d'un métier, contenait plus de choses utiles et d'observations sur le métier d'écrivain que n'importe quel autre livre depuis The Elements of Style de Strunk et White, j'ai passé outre mon propre snobisme ».
En 2001, Écriture : Mémoires d'un métier a remporté le prix Locus et le prix Bram Stoker dans la catégorie de la meilleure œuvre non-fictive. Le magazine Entertainment Weekly classe le livre à la 21e place dans sa liste des 100 meilleurs livres publiés entre 1983 et 2008.